# Pangasius nasutus
Pangasius nasutus és una espècie de peix de la família dels pangàsids i de l'ordre dels siluriformes.

## Morfologia
Els mascles poden assolir els 90 cm de llargària total.

## Alimentació
Menja peixos.

## Hàbitat
Viu en rius i llacs.

## Distribució geogràfica
Es troba a Àsia.